# Criquebeuf-en-Caux
Criquebeuf-en-Caux – miejscowość i gmina we Francji, w regionie Normandia, w departamencie Sekwana Nadmorska.
Według danych na rok 1990 gminę zamieszkiwało 417 osób, a gęstość zaludnienia wynosiła 200 osób/km² (wśród 1421 gmin Górnej Normandii Criquebeuf-en-Caux plasuje się na 518. miejscu pod względem liczby ludności, natomiast pod względem powierzchni na miejscu 881.).